# Mammillaria varieaculeata
Mammillaria varieaculeata (укр. Мамілярія строкатоколючкова, мамілярія варієакулеата) — сукулентна рослина з роду мамілярія (Mammillaria) родини кактусових (Cactaceae).

## Історія

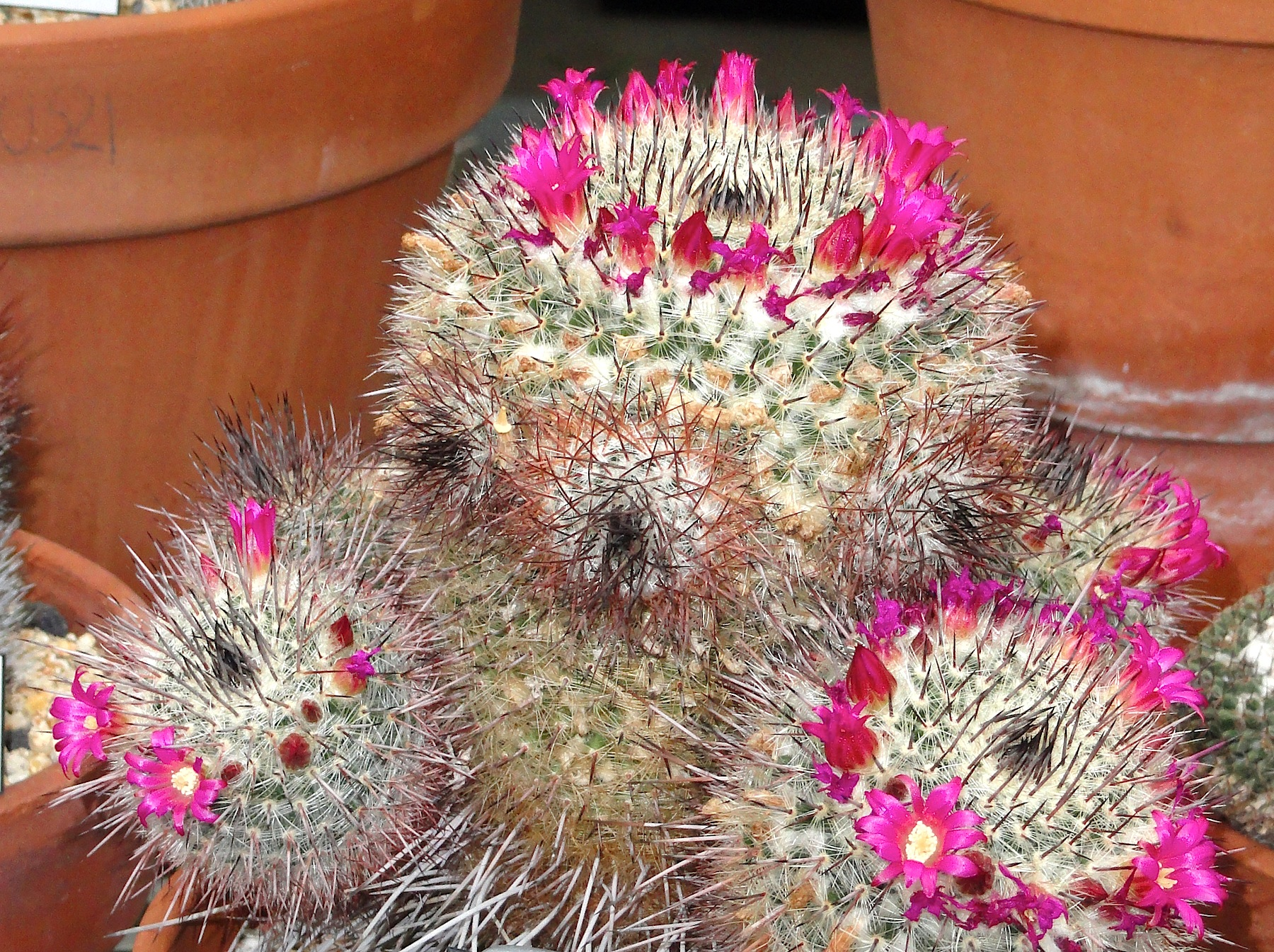
Кущ Mammillaria varieaculeata в ботанічному саду Університету Каліфорнії в Берклі, США

Вид вперше описаний мексиканським ботаніком Франциско Гільєрмо Бухенау (ісп. Francisco Guillermo Buchenau, ?—1969) у 1966 році у виданні ісп. «Cactáceas y Suculentas Mexicanas».

## Етимологія
Видова назва означає строкатоколючкова.

## Ареал і екологія
Mammillaria varieaculeata є ендемічною рослиною Мексики. Ареал розташований у штаті Пуебла. Рослини зростають на висоті від 1300 до 1400 метрів над рівнем моря в тропічних листяних лісах разом з Mammillaria dixanthocentron, Ferocactus recurvus, Coryphantha calipensis і Neobuxbaumia tetetzo.

## Морфологічний опис
| Орган              | Опис |
| Рослини            | формують групи з бічних пагонів, іноді роздвоюються.                                                                                  |
| Коріння            | |
| Стебло             | кулясте до циліндричного, до 13 см або більше заввишки, в діаметрі 9 см.                                                              |
| Епідерміс          | зелений до темно-зеленого. |
| Маміли             | пірамідальні. |
| Ареоли             | |
| Аксили             | з 10-25 білими щетинками, 4-8 мм завдовжки.                                                                                           |
| Центральні колючки | 1-5, з віком менше, голкоподібні, світло-коричневі, з віком стають темнішими, спочатку 5-10 мм завдовжки, пізніше до 25 мм завдовжки. |
| Радіальні колючки  | Радіальних 17-24, білі з жовтувато-коричневою основою, пізніше темно-коричневі, завдовжки 4-8 мм.                                     |
| Квіти              | червоні, до 15 мм завдовжки і в діаметрі.                                                                                             |
| Бутони             | |
| Зовнішні пелюстки  | |
| Внутрішні пелюстки | |
| Тичинки            | |
| Маточка            | |
| Плоди              | булавоподібні, яскраво-червоні, завдовжки 15-20 мм.                                                                                   |
| Насіння            | коричневе. |

## Чисельність, охоронний статус та заходи по збереженню
Вид є порівняно рясним, загрози для нього невідомі.
Охороняється Конвенцією про міжнародну торгівлю видами дикої фауни і флори, що перебувають під загрозою зникнення (CITES).

## Культивування
Mammillaria varieaculeata — це вид, що кластеризується, який легко розмножується шляхом зрізання пагонів.
Швидко зростаючий вид. Може заповнити горщик розміром 25 см всього за кілька років за найкращих умов.
Любить дуже пористу стандартну кактусну ґрунтову суміш з невеликою кількістю органічних речовин (торф, гумус).
Пересадка кожні 2-3 роки. Через те, що він схильний до гниття, використовується невеликий горщик, заповнений дуже пористим ґрунтом з хорошим дренажем.
Полив регулярний влітку, але не надто частий. Його коріння легко втрачається в горщиках, які залишаються вологими протягом довгого часу. ВЗИМКУ слід тримати сухо.
Під час вегетації ґрунт збагачують добривом, багатим калієм і фосфором, але бідним азотом, тому що цей хімічний елемент не сприяє розвитку сукулентних рослин, роблячи їх занадто м'якими і наповненими водою.
Вид досить морозостійкий, якщо його зберігати в сухому стані, витримує до -5 °C. Проте оптимальною температурою є від 5 ° до 8 °C в період спокою.